# Auferstanden aus Ruinen
"Auferstanden aus Ruinen" (em português, 'Reerguidos das Ruínas') foi o hino nacional da República Democrática Alemã (RDA), a Alemanha Oriental, durante a sua existência.

## História
A letra é de Johannes R. Becher (1891–1958), e a melodia de Hanns Eisler (1898–1962). Diferentemente de Deutschlandlied — hino nacional da Alemanha, entre 1922 e 1945, cuja letra, composta em 1841, contém uma exortação ao nacionalismo alemão  (Deutschland, Deutschland über alles: 'Alemanha, Alemanha acima de tudo'), o hino da RDA, Auferstanden aus Ruinen, traz uma mensagem de união, fraternidade e paz no mundo.

## Reunificação alemã
Após a reunificação da Alemanha, Auferstanden aus Ruinen deixou de ser hino nacional, e o hino da Alemanha  unificada passou a ser o hino da antiga República Federal Alemã (RFA), Deutschlandlied. O então primeiro ministro da RDA, Lothar de Maizière, propôs que "Ausferstanden aus Ruinen" ocupasse o seu lugar, proposta que foi rechaçada pelo Chanceler da RFA, Helmut Kohl.
Após a reunificação alemã, o hino nacional passou a ser unicamente um arquivo histórico da música alemã, sendo uma das canções mais belas que existem ainda da República Democrática Alemã, no entanto os alemães que viveram no lado ocidental do Muro de Berlim pouco conhecem a trascendência deste hino patriótico.
Em 1995, durante a visita do presidente Roman Herzog ao Brasil, o hino da Alemanha Oriental, que já não era oficial há seis anos, foi erroneamente executado em vez do hino correto.

## Letra
| Em alemão | Em português |
| --- | --- |
| Auferstanden aus Ruinen und der Zukunft zugewandt, laßt uns Dir zum Guten dienen, Deutschland, einig Vaterland. Alte Not gilt es zu zwingen, und wir zwingen sie vereint, denn es muß uns doch gelingen, daß die Sonne schön wie nie über Deutschland scheint, über Deutschland scheint. Glück und Friede sei beschieden Deutschland, unserm Vaterland. Alle Welt sehnt sich nach Frieden, reicht den Völkern eure Hand. Wenn wir brüderlich uns einen, schlagen wir des Volkes Feind! Laßt das Licht des Friedens scheinen, daß nie eine Mutter mehr ihren Sohn beweint, ihren Sohn beweint Laßt uns pflügen, laßt uns bauen, lernt und schafft wie nie zuvor, und der eignen Kraft vertrauend, steigt ein frei Geschlecht empor. Deutsche Jugend, bestes Streben, unsres Volks in dir vereint, wirst du Deutschland neues Leben. Und die Sonne schön wie nie über Deutschland scheint, über Deutschland scheint. | Reerguidos das ruínas E voltados para o futuro, Hemos de servir ao bem comum Alemanha, pátria unida Nossa missão é superar as adversidades E haveremos de fazê-lo juntos E com certeza conseguiremos Para que o sol, mais lindo que nunca, Brilhe sobre a Alemanha Que haja felicidade e paz para a Alemanha, nossa pátria O mundo inteiro anseia pela paz Dê a mão a todos os povos Se nos unirmos em comunhão Derrotaremos o inimigo do povo Que brilhe a luz da paz Para que nunca mais outra vez Uma mãe chore por seu filho Vamos arar, vamos construir Aprender e criar como jamais antes Para que, confiantes em nossa força Cresça uma geração livre Juventude alemã, melhor aspiração De nosso povo, unido em vós Dai à Alemanha uma nova vida E que o sol, mais lindo que nunca, Brilhe sobre a Alemanha |